# Hippothoa distans
Hippothoa distans är en mossdjursart som beskrevs av William MacGillivray 1869. Hippothoa distans ingår i släktet Hippothoa och familjen Hippothoidae.
Artens utbredningsområde är havet kring Nya Zeeland. Inga underarter finns listade i Catalogue of Life.